# Antoni Egea
Antoni Egea (Alacant, 1938 – Vallgorguina, juliol de 1977) va ser un artista contemporani català.

## Biografia
Va iniciar la seva trajectòria com artista fortament influenciat per l'art povera. Una de les seves principals obres destacades fou recollir un sobre de màquina de cosir d'un descampat i fer-ne un tríptic que es va exposar a la Fundació Rodríguez Acosta, de Granada. Després d'això va accedir al coneixement formal i es va incorporar a l'Escola d'Arts i Oficis de Barcelona. En aquell període va realitzar diversos dibuixos amb ceres, sorres i altres tipus d'argiles o fins i tot ferralles, tot incorporant altres materials de rebuig trobats al carrer.
Es relacionà amb l'espai on exposava i amb les galeries d'art. Per exemple, va crear una escultura a la placeta situada davant de la Galeria Aquitània de Sitges, on tenia una exposició. També va crear una obra que va travar amb una cadena a la Galeria Gaspar mentre hi havia una exposició de Joan Miró a l'interior. Després d'aquest període va entrar en contacte amb el ciment, material amb el qual realitzaria una gran part de les seves obres posteriors. Feia obres i les deixava al carrer, a prop d'emplaçaments artístics com Artexpo (1976), amb un missatge que deia:
| «             | Si algú les vol que les prengui, sinó que les respecti. | » |
| — Antoni Egea |                                                         |   |

Aquestes obres van ser destruïdes. Més endavant va començar a fer el que ell mateix anomenà composicions d'una descomposició, un procés on va destruir les seves pròpies obres d'art per rejuntar-les després, creant obres del rebuig de les obres prèvies, tot perseguint la idea d'ocultar l'obra original. D'aquesta època destaca un gran mural que va realitzar a Vallgorguina, de 10 X 2 metres, que va ser la seva darrera obra. Morí l'endemà de finalitzar-ho en un accident en automòbil. En aquella època estava preparant la seva primera exposició individual a l'Espai 10 de la Fundació Joan Miró, que es va celebrar a títol pòstum. En aquella exposició, juntament amb un text d'Arnau Puig, Teresa Menero, la seva vídua, escrivia un article al catàleg de la mostra: «Per a aquesta exposició, tenia imaginat aixecar trossos sencers de muntanya quartejats en petits emmarcaments de mig metre quadrat i repetir el mateix en els espais més amples possibles de carrer i descampats de Barcelona. Pensava en un gran terràrium de deu metres per cinc metres, en realitzar els murals com una sola entitat i posar en peu parets senceres que no haguessin d'ésser manipulades.» El que es va exposar a la Fundació va ser un recull dels seus últims treballs, on destacava una sèrie de Tempografies, peces en paper que s'enterraven i es convertien en imatges del pas del temps, com si es tractessin de petjades de l'acció natural.

## Presència a col·leccions
Hi ha obra seva a la col·lecció de la Diputació de Barcelona i a l'antiga col·lecció del Diari Avui, així com a diverses col·leccions particulars. També es conserven 3 obres seves, donació de la seva vídua, al Museu Víctor Balaguer, de Vilanova i la Geltrú.

## Exposicions destacades
- 1972 - Fundació Rodríguez Acosta, Granada[1]
- 1972 - Sala Aquitània, Barcelona
- 197X - Galeria Fort, Tarragona
- 19tx - Galeria Municipal, Girona
- 197X - Sala d'Art A cop d'ull, Lleida
- 1976 - Galeria Matisse, Barcelona[3]
- 197X - Barra de Ferro, Barcelona
- 197X - Caja de Ahorros Municipal, Pamplona
- 1976 - Primera Antologia Catalana de l'Art i l'Objecte, Espai 10, Fundació Joan Miró (11/07/1978-23/07/1978)